# Smedjebacken (comune)
Smedjebacken è un comune svedese di 10 756 abitanti, situato nella contea di Dalarna. Il suo capoluogo è la cittadina omonima.

## Località
Nel territorio comunale sono comprese le seguenti aree urbane (tätort):
- Gubbo
- Hagge
- Ludvika (parte)
- Smedjebacken
- Söderbärke
- Vad